# Agência Espacial Boliviana
A Agência Espacial Boliviana é uma empresa pública da Bolívia responsável pelas atividades espaciais no país. Foi criada em 2010 e tem como principal objetivo o lançamento, gestão e utilização do satélite Túpac Katari.

## História
A mesma foi criada pelo Decreto Supremo 423 de 10 de fevereiro de 2010. Após a sua criação, o Decreto Supremo 746, de dezembro do mesmo ano em que o governo da Bolívia, através da Agência Espacial Boliviano aprovou um contrato de 251 124 milhões para aquisição do satélite Túpac Katari.